# Gočovo
Gočovo est un village de Slovaquie situé dans la région de Košice.

## Histoire
Première mention écrite du village en 1247.

## Démographie

### Évolution de la population
| Année:               | 1994. | 2004.   | 2014.   | 2024.    |
| -------------------- | ----- | ------- | ------- | -------- |
| Nombre de personnes: | 404   | 403     | 369     | 291      |
| Différence:          |       | -0,24 % | -8,43 % | -21,13 % |

| Année:               | 2023. | 2024.   |
| -------------------- | ----- | ------- |
| Nombre de personnes: | 297   | 291     |
| Différence:          |       | -2,02 % |